# Cis leoi
Cis leoi is een keversoort uit de familie houtzwamkevers (Ciidae). De wetenschappelijke naam van de soort werd in 2003 gepubliceerd door Lopes-Andrade, Gumier-Costa & Zacaro.